# Ib Poulsen (politiker)
 Der er flere personer med dette navn, se Ib Poulsen.
Ib Poulsen (født 2. februar 1965) er politiker i Thisted Kommune og var folketingsmedlem for Dansk Folkeparti. Ib Poulsen er uddannet skibsfører og har arbejdet som havnebetjent på Hanstholm Havn. Hans politiske karriere startede, da han i 2001 blev valgt ind i Thisted Byråd. 
Ib Poulsen blev ved folketingsvalget 2007 for første gang valgt ind i Folketinget og sad der indtil valget i 2011, hvor Dansk Folkepartis tilbagegang betød, at Ib Poulsen måtte forlade Folketinget igen. Ved folketingsvalget 2015 blev han valgt til Folketinget igen. I 2019 blev han ikke valgt.

## Baggrund
Han er søn af tidligere slagterimedarbejder Anders Poulsen og hjemmegående Ketty Poulsen.
Ib Poulsen er født i Stenbjerg i Thy. 
I 1983 tog han 10. klasseseksamen på Snedsted Skole, og efterfølgende startede han på Svendborg Navigationsskole, hvor han blev uddannet skibsfører.
Ib Poulsen har fire børn og er fraskilt.

## Politisk karriere
Ib Poulsen meldte sig ind i Dansk Folkeparti i slutningen af 1990'erne og var med til at starte Dansk Folkepartis lokalafdeling i Thisted Kommune op. Lokalafdelingen afholdte stiftende generalforsamling i foråret 2000, og ved kommunalvalget den 20. november 2001 var Dansk Folkeparti for første gang opstillet til Thisted Kommunalbestyrelse, og her var Ib Poulsen Dansk Folkepartis spidskandidat. Ved valget fik Dansk Folkeparti 4,6 % af stemmerne og dermed et mandat. Dette mandat gik til Ib Poulsen, der fik 214 personlige stemmer. Ib Poulsen var også opstillet til amtsrådsvalget den 20. november 2001 til det daværende Viborg Amt, men her blev han ikke valgt.
Ved folketingsvalget den 8. februar 2005 var Ib Poulsen opstillet til Folketinget for første gang. Her var han opstillet i Kjellerupkredsen i Midtjylland og blev ikke valgt.
Ved kommunalvalget 2005 var Ib Poulsen igen opstillet til Thisted Kommunalbestyrelse for Dansk Folkeparti. Ved valget gik partiet frem til 5,6 % af stemmerne men fik stadig kun et medlem af kommunalbestyrelsen, der igen blev Ib Poulsen, denne gang med 670 personlige stemmer. Ved regionrådsvalget samme dag var Ib Poulsen også opstillet til regionsrådet i Nordjylland. Her var Ib Poulsen nummer tre på Dansk Folkepartis liste i Region Nordjylland. Her fik Ib Poulsen 1422 personlige stemmer og blev dermed valgt på Dansk Folkepartis andet mandat.
Til folketingsvalget 2007 havde Ib Poulsen skiftet valgkreds til Aalborg Østkredsen. Denne gang fik Ib Poulsen 1784 personlige stemmer og blev for første gang valgt til Folketinget. Ib Poulsen blev Dansk Folkepartis fiskeri- og forsvarsordfører. Ib Poulsen trækker sig her fra Regionsrådet i Nordjylland, men bliver i Thisted Kommunalbestyrelse, hvor han ved kommunalvalget i 2009 bliver genvalgt med 1296 personlige stemmer.
Ved folketingsvalget 2011 mistede Ib Poulsen sin plads Folketinget igen på grund af Dansk Folkepartis tilbagegang ved valget. Dette er til trods for, at Ib Poulsen fik omkring 1000 personlige stemmer flere end Morten Marinus, der fik Dansk Folkepartis sidste mandat i Nordjyllands Storkreds. Men da Ib Poulsen ved valget havde skiftet valgkreds til Thistedkredsen betød det, at han ikke fik nær så mange listestemmer, og derfor måtte han se sig slået af Morten Marinus.
Ved kommunalvalget i 2013 går Dansk Folkeparti i Thisted Kommune 5,4 procentpoint frem og fordobler sine medlemmer af Thisted Kommunalbestyrelse til fire. Ved valget får Ib Poulsen 2278 personlige stemmer, og på grund af det gode valg blev Dansk Folkeparti tungen på vægtskålen, der bestemte om kommunen skulle have en Socialdemokrat eller en Venstremand som borgmester. Dansk Folkeparti endte med at pege på Venstres bormesterkandidat Lene Kjelgaard og fik to udvalgsformandsposter og en viceborgmesterpost, der gik til Ib Poulsen.
Ved Folketingsvalget 2015 blev Ib Poulsen igen valgt til Folketinget i Nordjyllands Storkreds og denne gang med 2.901 personlige stemmer. Her blev han Dansk Folkepartis fiskeriordfører.